# Dũng Thanh Lâm
Dũng Thanh Lâm (1944–2004) là nghệ sĩ cải lương vang danh.

## Tiểu sử
Ông tên thật là Paul Robert Bùi Văn Tâm mang dòng máu Việt – Pháp, sinh năm 1942 tại Sài Gòn. Nghệ danh của ông do ông bầu Ba Bản của đoàn cải lương Thủ đô đặt cho ông.
Từ nhỏ, ông đã mê cải lương nên ông theo một người bạn để học đờn ca tài tử. Ông có chất giọng tốt nên sớm thành công trong việc học ca vọng cổ và các bài bản cổ nhạc. Sau đó, ông may mắn được vợ chồng nghệ sĩ Hoàng Sương và Thu Vân dìu dắt vào học hát trong đoàn hát cải lương ở tỉnh với nghệ danh là Minh Hùng. Sau đó, ông đầu quân cho đoàn Tân Hoa của bà bầu Ba Miên, một đoàn hát nhỏ.
Lần đầu tiên ông diễn trên sân khấu đoàn cải lương Thủ đô khi diễn vở Bóng hồng sa mạc (Loan Thảo) và diễn cùng Minh Phụng, Tấn Tài, Trương Ánh Loan, Kim Ngọc, Văn Hường. Sau đó, ông liên tiếp tham gia các vở khác diễn Sầu Quan ải, Hoa đào trên kiếm thép, Cây quạt lụa hồng, Chiếc áo ân tình,...
Cuối năm 1964, đoàn hát Thủ Đô của ông Ba Bản tan rã, Dũng Thanh Lâm gia nhập đoàn hát Kim Chưởng – Thanh Hương của bà bầu kiêm nghệ sĩ Kim Chưởng. Tại đây, Dũng Thanh Lâm được nữ nghệ sĩ bậc thầy Kim Chưởng chỉ dạy tận tình. Dũng Thanh Lâm được hát vai kép chánh, đóng tuồng cặp với nữ nghệ sĩ Phượng Liên. Thời ấy, cặp Dũng Thanh Lâm – Phượng Liên được xem là đôi nghệ sĩ "Thinh, sắc lưỡng toàn" của sân khấu cải lương, đã chinh phục được cảm tình của đông đảo khán giả.
Năm 1967, nghệ sĩ Dũng Thanh Lâm về cộng tác với đoàn cải lương Dạ Lý Hương của ông Bầu Xuân. Từ năm 1969–1970, Dũng Thanh Lâm gia nhập đoàn hát Hùng Cường – Bạch Tuyết, hát các vở Trăng thề vườn thúy, Tuổi hồng cho em, Cánh hoa chùm gởi. Sau đó Dũng Thanh Lâm về hát cho đoàn Tiếng Hát Dân Tộc của bà Bầu Tiêu Thị Mai.
Tháng 4, 1975, Dũng Thanh Lam sang Pháp sinh sống, sau một thời gian thì di cư qua Hoa Kỳ, đến ở quận Cam định cư.
Đầu năm 2001, Dũng Thanh Lâm đã trải qua ca phẫu thuật ghép gan. Năm 2004, bệnh gan tái phát, nghệ sĩ Dũng Thanh Lâm đã không qua khỏi và từ trần lúc 13 giờ 15 phút ngày 26 tháng 11 năm 2004.

## Các vai diễn nổi bật
- Tâm sự loài chim biển (vai Tướng cướp Thạch Vũ)
- Chiêu Quân Cống Hồ
- Sầu Quan ải
- Hoa đào trên kiếm thép
- Cây quạt lụa hồng
- Chiếc áo ân tình
- Nữ hoàng về đêm
- Trăng thề vườn thúy
- Tuổi hồng cho em
- Cánh hoa chùm gởi
- Xin một lần yêu nhau (vai Chiêu Nhật Nam)
- Nụ cười trong mắt em
- Manh áo quê nghèo
- Nhất kiếm bá vương
- Nữ chúa một đêm
- Người gọi đò bên sông (vai Thái Bằng Quân)
- Bóng hồng sa mạc  (vai Công tước Đạt Vân)
- Tình hận trên băng hồ
- Hắc Sa thôn huyết hận
- Hoả Sơn thần nữ
- Lấy chồng xứ lạ  (vai Điệp)
- Tướng cướp Bạch Hải Đường  (vai Hai Cang)

## Tân cổ, vọng cổ
- Chiếc võng quê nghèo
- Cô láng giềng
- Đêm Tô Châu
- Đời tôi cô đơn
- Gạo trắng trăng thanh
- Giọng ca dĩ vãng
- Hương giang còn tôi chờ
- Ru con thuyền mộng
- Sở Bá Vương Hạng Võ
- Tà áo cưới
- Mưa nửa đêm
- Dưới gốc cao su